# Johanngeorgenstadt

Johanngeorgenstadt este un oraș din landul Saxonia, Germania.